# Arichanna aciculata
Arichanna aciculata är en fjärilsart som beskrevs av Matsumura. Arichanna aciculata ingår i släktet Arichanna och familjen mätare. Inga underarter finns listade i Catalogue of Life.